# Новоільїнський (станція)
Новоільїнський (рос. Новоильинский) — станція Улан-Уденського регіону Східносибірської залізниці Росії, розташована на дільниці Заудинський — Каримська між станціями Ілька (відстань — 14 км) і Горхон (15 км). Відстань до ст. Заудинський — 86 км, до ст. Каримська — 559 км.